# Planots de Pregona
Els Planots de Pregona és una plana del terme municipal de Sant Quirze Safaja, a la comarca del Moianès.
Està situada a l'extrem occidental del terme, prop del límit amb Castellterçol. És a ponent de Pregona, al sud-oest del Serrat de la Sabatera i al sud-est del Puigcastellar.